# Littleton Drew
Littleton Drew – wieś w Anglii, w hrabstwie Wiltshire, w dystrykcie (unitary authority) Wiltshire, w civil parish Grittleton. Leży 32,7 km od miasta Swindon, 59,2 km od miasta Salisbury i 149,5 km od Londynu. W 1931 roku civil parish liczyła 129 mieszkańców. Littleton Drew jest wspomniana w Domesday Book (1086) jako Liteltone.